# Fluorescentieangiografie

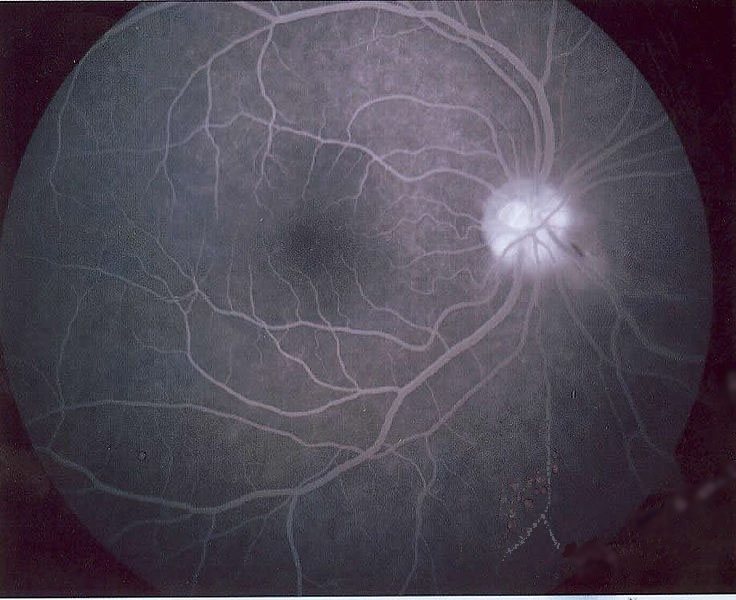
Foto van de retina tijdens fluorescentieangiografie

Fluorescentieangiografie (FAG) is een oogheelkundig onderzoek waarbij een kleurstof in de ader van de arm wordt gespoten, zodat het netvlies kan worden beoordeeld op lekkages wanneer het vermoeden bestaat dat het netvlies een aandoening heeft. In een normaal oog zullen de bloedvaten zich snel vullen met de kleurstof en niet gaan lekken uit de bloedvaten. Terwijl de vloeistof door het netvlies stroomt, worden op hoge snelheid foto's van de fundus gemaakt met een speciale funduscamera.

## Indicatie
Een FAG kan worden gemaakt bij de verschillende ziektes die invloed hebben op de ogen, zoals diabetes mellitus, exsudatieve maculadegeneratie met neovascularisatie in het vaatvlies, een ooginfarct en andere oogaandoeningen waarbij een lekkage of afsluiting van de bloedvaten kan voorkomen.
Bij de volgende oculaire verschijnselen op het netvlies kan een FAG worden toegepast:
- Microaneurysmata: Kleine lekkages in de haarvaten die zijn uitgerekt door een ziekteproces.
- Vaatocclusies
- Neovascularisatie, de vorming van nieuwe bloedvaten
- Schade aan het retinale pigmentepitheel van het netvlies

## Fundusautofluorescentie (FAF)
Bij een FAF-onderzoek wordt reflecterend licht van een bepaalde golflengte uit het netvlies gemeten. Het retinale pigmentepitheel bevat lipofuscine dat spontaan licht afgeeft en autofluorescerend is. Door de autofluorescentie van het retinale pigmentepitheel te meten met behulp van een FAF-onderzoek kan men veel aflezen over de conditie en het metabolisme van het retinale pigmentepitheel. Pathologie van het retinale pigmentepitheel kan bijvoorbeeld bij maculadegeneratie op die manier worden aangetoond als er een verminderde autofluorescentie te zien is.
In de fovea wordt altijd een verminderde autofluorescentie (hypofluorescentie) waargenomen. Hier bevinden zich namelijk maculapigmenten (zeaxanthine en luteïne) die dit licht absorberen. Dit wordt ook wel een "window defect" genoemd, dat te zien is op de fundusfoto's.

## Indocyanine groen (ICG) onderzoek
Bij een ICG-angiografie worden de bloedvaten van het vaatvlies en de bloedcirculatie onder het retinale pigmentepitheel in kaart gebracht. Dit onderzoek geeft meer detail dan een FAG-onderzoek, door een verbeterde visualisatie van de structuren in het vaatvlies. De vloeistof lekt niet uitgebreid door de bloedvaten heen in de subretinale ruimte, waardoor het meer contrast geeft dan bij een FAG-onderzoek.